# Alternaria radicina
Alternaria radicina és una espècie de fong ascomicot de l'ordre dels pleosporals (Pleosporales). És un fitopatogen que infecta les pastanagues, la palmera de dàtils (Phoenix dactylifera) i la patata.